# Historia secreta de una novela
Historia secreta de una novela es un libro escrito por Mario Vargas Llosa, publicado en 1971, expone al lector el proceso de creación de una novela, en este caso, explica el proceso de escritura de La casa verde, escrita entre 1962 y 1965. Sin embargo, según dice su autor, no realizará un análisis de los problemas técnicos que tuvo, sino que el libro es, más bien, la historia de cómo el argumento de la novela nace y se desarrolla en su mente.
Que un autor como Vargas Llosa escriba un libro así es sumamente significativo. De hecho, parece querer ser el ejemplo práctico de su teoría sobre la novela. Para él, la novela es la exorcización de los demonios que atormentan u obsesionan al escritor, y el argumento nace de las experiencias personales (vividas, oídas, leídas o soñadas), mezclándose luego en la escritura con elementos ficticios de los que serán imposibles de separar. Este brevísimo ensayo es exactamente eso, la prueba fehaciente de que en su caso, al menos, la idea de una novela surge de esta manera, imponiéndose con fuerza propia, y obligando al autor a contarla. A lo largo de esta obra esta concepción del escritor (poeta) poseído por un furor divino va acompañada de largo trabajo de investigación para recrear escenarios, de arduas peleas con el estilo, a fin de conseguir las sensaciones buscadas, etc. Es decir, la imagen primera de ese escritor exhibicionista, que muestra sus interioridades en la escritura, queda muy tamizada cuando cuenta ese proceso de escritura, se ve lo elaborada de la misma.

## Espacios de la novela
La casa verde se desarrolla en dos espacios principalmente: Piura (asociado con la civilización, el mar, el color amarillo), y Santa María de Nieva (que representa la selva, el mundo salvaje, el color verde). Como la novela surge de las experiencias personales, cuenta cómo sus recuerdos y demonios crean estos escenarios.
En el caso de Piura, es la ciudad en la que vivió un año a los 9 años, y otro a los 16. De allí se llevó muchos recuerdos, pero dos principalmente que se fosilizaron como obsesiones: la “casa verde”, prostíbulo que representaba un misterio en su primera estancia en la ciudad, de niño, y que en la adolescencia conocerá realmente, y la Mangachería, barrio pobre pero de gran vida y personalidad artística en Piura.
Santa María de Nieva surge del recuerdo de una expedición por el Perú amazónico, que impresiona al autor, al descubrir una realidad de su país antes desconocida para él. Las formas de vida que allí ve, con su violencia e injusticia, permanecerán vivamente en su cabeza, y tres de ellas, las que más le impresionaron, aparecen en La casa verde, aunque algo deformadas (elemento de ficción añadido): la misión de las monjas que educaba a las niñas, haciéndolas odiar sus raíces, la violencia ejercida por el ejército a un pueblo que se propone crear una cooperativa, y la historia de un japonés que se instala en la selva y forma su “ejército” de saqueadores, sembrando el miedo en las tribus.

## Nacimiento de la novela
Este ensayo se confiesa cómo nace la novela, durante una estancia en Madrid de Mario Vargas Llosa. Dice que nace como dos novelas separadas, una ambientada en Piura y la otra en la selva. Sin embargo, ambas se mezclan irremisiblemente, hasta que el propio autor no ve otra opción que dejarlas ir juntas, enlazarlas, creando con ello una novela como La casa verde, amplia en extensión y en contenidos. Así mismo esa “casa verde” de la realidad piurana, se deslinda en dos casas, una irreal, mítica, que responde a la imagen que guarda de niño, y otra es un prostíbulo donde se emborrachan los mangaches, y se corresponde con la “casa verde” que conoce cuando tiene 16 años.
	Hasta este momento la creación de la novela se va imponiendo al propio autor, tal y como Mario Vargas Llosa propone en su teoría. Sin embargo, a continuación cuenta algo esclarecedor: al crear a un personaje, Anselmo, con una historia de amor truculenta, surge la pregunta ¿cómo narrarlo? Vargas Llosa se propone finalmente crear una voz cercana a la del propio Anselmo, que representaría la conciencia de la Mangachería, consiguiendo un aire mítico para su historia. Es también interesante la confesión de la otra labor del escritor, dar forma a su historia.
	Recrear el escenario selvático fue mucho más duro para Vargas Llosa, ya que él desconoce la zona, pero los libros existentes no le ayudan tampoco mucho a su objetivo. Así, la historia del poblado indígena y su alcalde torturados, por querer crear la cooperativa, que iba a ser una de las principales, se convierte en una secundaria, y contada por boca de testigos, al concebir mejor la historia por medio de intermediarios. Casi todos los recuerdos de la selva se convierten en mezcla de estos con otros más conocidos para el autor. Vargas Llosa se siente inseguro respecto a esta parte de la novela, y esperará a volver a la selva para realizar pequeños cambios.
	Encontrar los puntos de contacto entre los dos mundos no será difícil. Determinados personajes, como el sargento Lituma, o la niña aguaruna, unen los dos mundos, aunque quizá el más original sea el personaje de Anselmo, del que no conocemos su origen, pero sabemos de su predilección por el color verde y de su acento no identificable.
	Reflejar el proceso de creación de una novela, eso es lo que se proponía este ensayo. La tesis de Mario Vargas Llosa de que las novelas se escriben con obsesiones no con convicciones , se matiza a lo largo del ensayo, y leyendo entre líneas podemos observar cómo la convicción es la que lleva al autor a buscar información sobre los temas que quiere tratar, a intentar varias formas de contar la misma historia, y, en fin a realizar no solo una exorcización sino un trabajo consciente.
	Otra de las confesiones de Vargas Llosa en este ensayo que resulta muy significativa, es cuando relata los sentimientos encontrados que le llenan a la vuelta de su primer viaje a la selva: indignación por el atraso, la incultura y la violencia de esa realidad, pero alegría por haber encontrado un material tan bueno para contar. El autor interpreta estos sentimientos como una revelación de la naturaleza de la literatura, que se sirve de la infelicidad humana en sus historias. Así, uno de los elementos más importantes en su prosa, es la violencia. Pero no solo eso, además Vargas Llosa habla de los “cráteres activos”, en los que una gran cantidad de acciones de gran intensidad suceden. Eso es lo que estos sucesos vividos u oídos por él que llevan a la novela hasta puntos de gran intensidad. La acción, que en otras novelas es un elemento secundario o casi insignificante es en la obra de Mario Vargas Llosa, la conductora de la novela, su fuerza.
	Este ensayo constituye, por tanto, además de una serie de anécdotas sobre el nacimiento de una novela, algo más importante, una concepción de la novela, de uno de los novelistas más importantes de nuestro tiempo.
- Datos: Q5900491